# Mein Gott, hilf mir, diese tödliche Liebe zu überleben
Mein Gott, hilf mir, diese tödliche Liebe zu überleben (Mijn God, help mij, deze dodelijke liefde te overleven) ook wel Bruderkuss (Broederskus) genoemd, is een graffitikunstwerk op de Berlijnse Muur gemaakt door Dmitri Vrubel. Het is een van de bekendste graffitikunstwerken op de Berlijnse Muur. 
Het kunstwerk is gebaseerd op een foto van een socialistische broederkus van Leonid Brezjnev en Erich Honecker. De foto werd op 7 oktober 1979 genomen, naar aanleiding van de viering van het dertigjarige bestaan van de Duitse Democratische Republiek.
Het kunstwerk is door de jaren heen gevandaliseerd met tags en verweerd. In 2009 is het kunstwerk gerestaureerd.

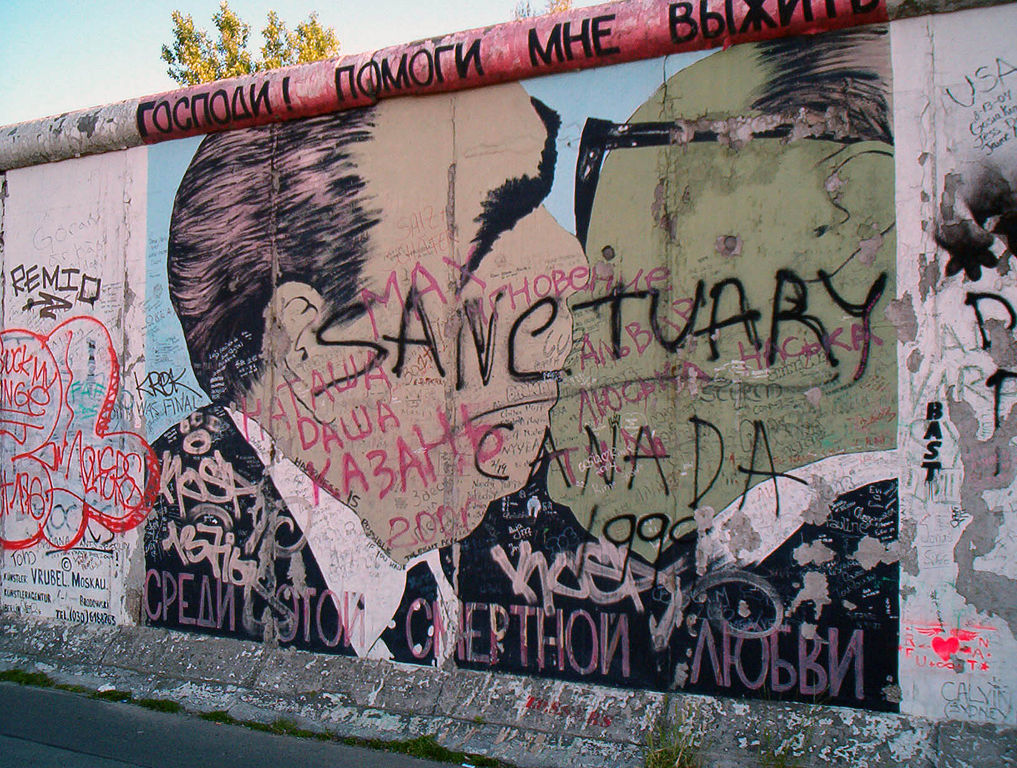
Bruderkuss in 2005.

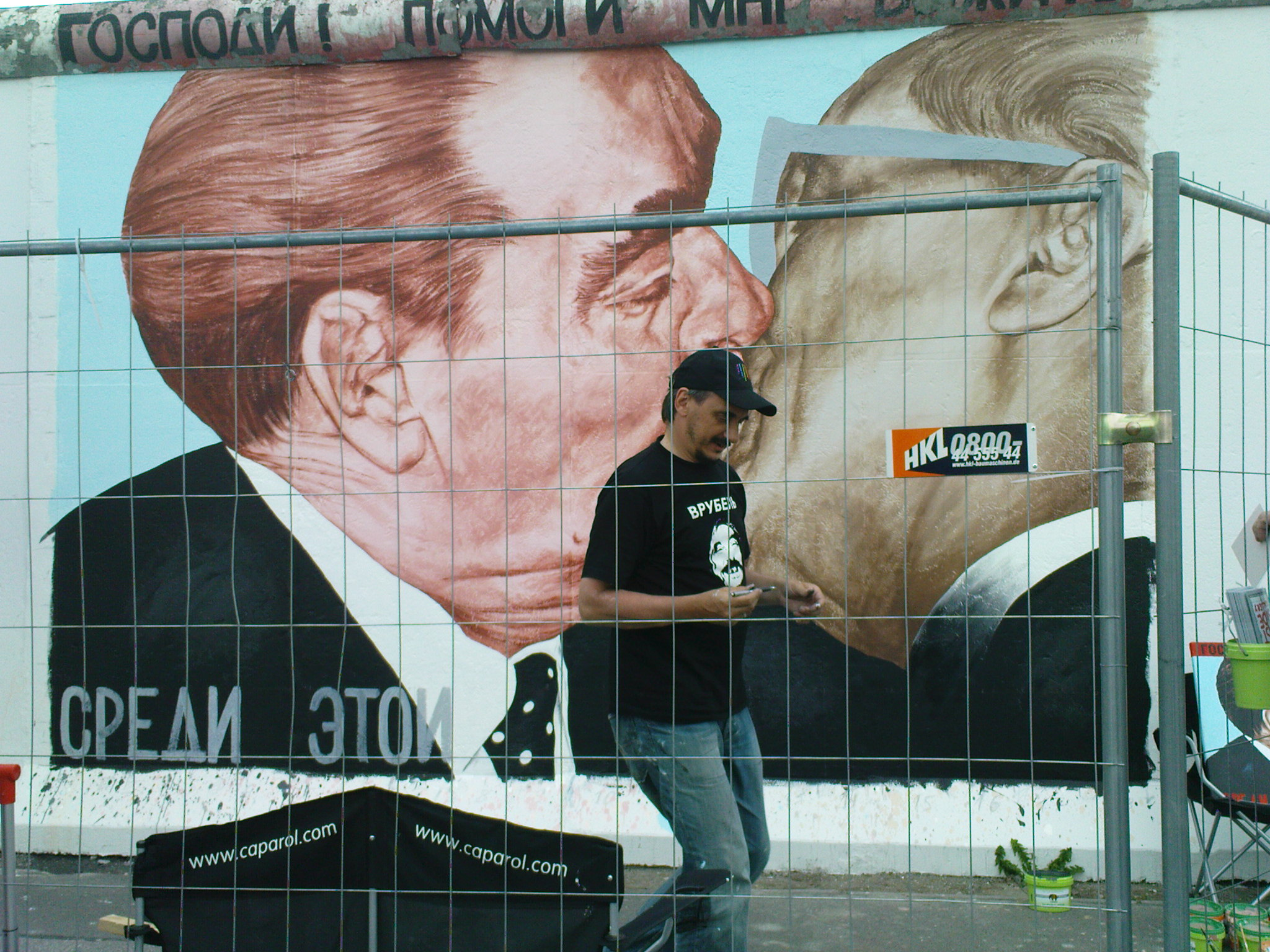
Bruderkuss na de restauratie in 2009.